# Лентварис (озеро)
Лентварис (лит. Lentvario ežeras, также Граужис, лит. Graužys, Graužio ežeras, озеро Витовта Великого, лит. „Vytauto Didžiojo vandens ežeras“ ) — озеро ледникового происхождения, располагающееся в Литве, в Тракайском районе Вильнюсского уезда, в северо-западной части Лентвариса. Площадь поверхности озера — 29 гектар. Длина береговой линии — 3,7 км. Лежит на высоте 136,6 метра над уровнем моря.

## Описание
Лентварис со всех сторон окружён лесами. Береговая линия очень извилистая. С севера и востока к озеру примыкает застройка деревни и города Лентварис соответственно. Впадает ручей из озера Лянтварё-Акис.

## История
Большая часть озера Лентварис искусственная. Во времена графа Тышкевича площадь озера была намного меньше. Озеро было искусственно расширено путем рытья оврага, в озеро была запущена вода из озера Гальве. Для этого был прорыт канал между озерами Скайстис и Лентварис, а возле деревни Матишке построен пруд — нынешнее озеро Бальтис. Из-за того, что озеро наполнялось водой из Тракайских озёр, оно получило неофициальное название «озеро Витовта Великого» лит. „Vytauto Didžiojo vandens ežeras“.
На северо-восточном берегу озера расположены дворец Тышкевичей и ЗАО «Ковровая фабрика» (лит. UAB Lentvario kilimai).